# Berge, Lockne distrikt
Berge är en by i Lockne distrikt (Lockne socken) i Östersunds kommun, Jämtlands län (Jämtland). Byn ligger vid Länsväg 559, väster om Locknesjön, cirka nio kilometer sydöst om tätorten Tandsbyn. Söder om byn ligger en tjärn som heter Hemtjärnen samt en sjö som heter Djupsjön. Sydväst om byn, vid sjön Gråssjön, finns ett naturreservat med namnet Berge urskogs naturreservat.